# Jane Maxwell

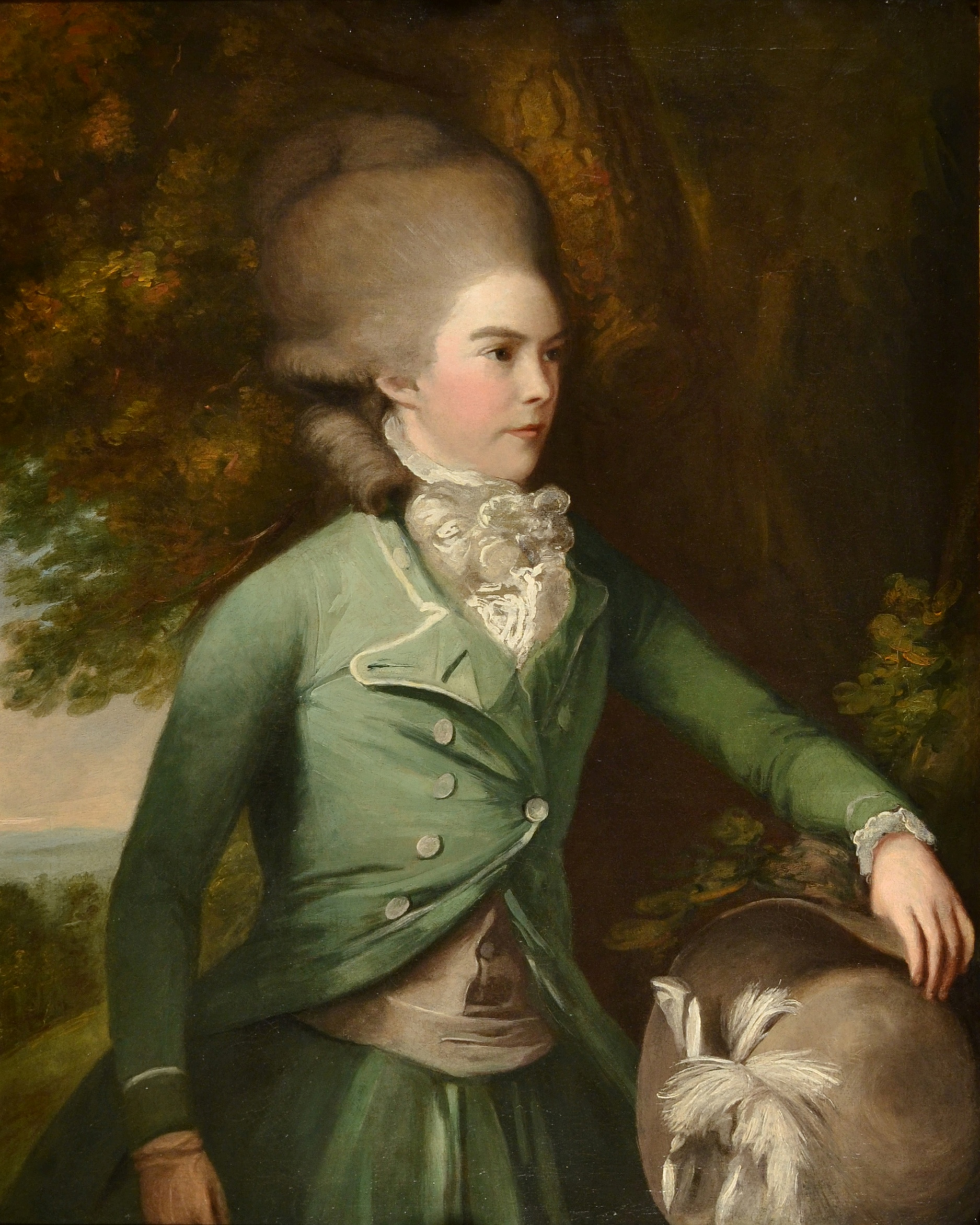
Lady Jane Maxwell, verheiratete Duchess of Gordon, in einem grünen Reitkostüm. An der rechten Hand trägt sie einen Handschuh. Handschuhe waren seit ihrem Unfall in Edinburgh die ständigen Begleiter der Duchess. Porträtiert von Daniel Gardner (um 1780).

Jane Maxwell, verheiratet Jane Gordon, Duchess of Gordon (* 1748 oder 1749 in Myrton Castle in Monreith, Wigtownshire; † 14. April 1812 in Pulteney’s Hotel in London) war eine Dame der Gesellschaft adliger Herkunft mit besten Beziehungen zum britischen Königshaus und der Tory-Partei.
Zusammen mit ihrem Ehemann, Alexander Gordon, 4. Duke of Gordon, und ihrem Sohn George Gordon, Marquess of Huntly und späteren 5. Duke of Gordon, war Jane maßgeblich an der Gründung des Infanterieregiments der Gordon Highlanders für die britische Armee beteiligt. Das Regiment bestand bis 1994.

## Kindheit in Schottland

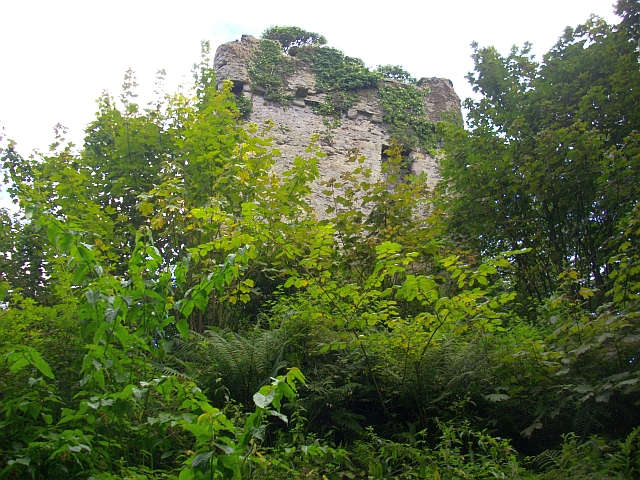
Die Ruine von Myrton Castle, dem Geburtsort von Jane Maxwell.

Jane Maxwell war das vierte von insgesamt fünf Kindern von Sir William Maxwell, 3. Baronet (um 1715–1771), einem schottischen Großgrundbesitzer, aus dessen Ehe mit Magdalene Blair. Die Familie Maxwell bewohnte mit ihren zwei Söhnen und drei Töchtern Myrton Castle, welches heute eine Ruine ist. Janes Bruder Sir William Maxwell, 4. Baronet (um 1751–1812), erbte 1771 den Titel und Besitz und ließ 1791 ganz in der Nähe von Myrton Castle durch Alexander Stevens (1739–1796) Monreith House als neuen Familiensitz bauen. Der Anbau des Portals durch den Architekten Sir Robert Smirke erfolgte 1821.
Obwohl der Lebenswandel von Janes Vater nicht über jeden Zweifel erhaben war, er galt als Trunkenbold, galten die Maxwells of Monreith als respektable Familie, verfügten sie doch über verwandtschaftliche Beziehungen zu einigen der wichtigsten schottischen Familien wie den Maxwells of Caerlaverock (vormals Earls of Nithsdale), oder zu Alexander Montgomerie, 9. Earl of Eglinton.

### Leben in Edinburgh
Während Sir William Maxwell, 3. Baronet, mit mäßigem geschäftlichem Erfolg seine geerbten 30.000 acres umfassenden Ländereien von Myrton Castle aus verwaltete und wegen ständigen finanziellen Schwierigkeiten immer mal wieder ein Stück Land verkaufen musste, lebte Jane mit ihrer Mutter und ihren beiden Schwestern Catherine und Eglantyne, der späteren Lady Wallace, seit 1760 in eher bescheidenen Verhältnissen in einer Mietwohnung im zweiten Stock an der Hyndford’s Close an der Royal Mile in Edinburgh. Jane war damals elf Jahre alt. Ihre Schwestern Catherine und Eglantyne waren 13 und neun Jahre alt. Dass die Mutter mit den Kindern in Edinburgh lebte, entsprach durchaus den Gepflogenheiten des schottischen Landadels. Denn nur in Edinburgh konnte man zu dieser Zeit in Schottland den Kindern eine gute Ausbildung zuteilwerden lassen. Zudem war es Tradition, dass die jungen Damen in Edinburgh in die Gesellschaft eingeführt wurden.

### Der Unfall

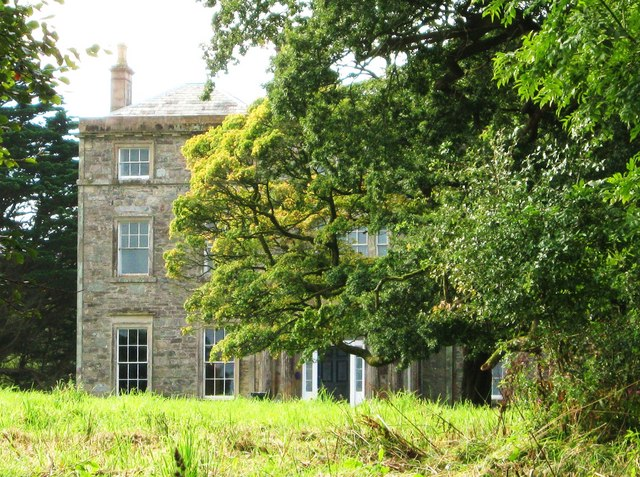
Monreith House, der heutige Familiensitz der Maxwells of Monreith.

Als Jane 14 Jahre alt war, hatte sie beim Spielen auf der Straße in Edinburgh einen Unfall. Sie griff mit den Fingern ihrer rechten Hand in die Speichen des Rades eines Fuhrwerkes. Als das Fuhrwerk sich weg bewegte, wurde ihr von der rechten Hand ein Finger abgerissen. Nach diesem Unfall trug Jane, wenn immer möglich, Handschuhe. Im Handschuh ersetzte ein aus Holz geschnitzter Finger denjenigen, den sie beim Unfall verloren hatte. In Monreith House wird bis heute einer dieser Holzfinger aufbewahrt zusammen mit einem Schriftstück, das Jane nach dem Unfall linkshändig verfasste und wo sie beschrieb, wie sich der Unfall zugetragen hatte.

### Bonnie Jennie of Monreith, the Flower of Galloway
Als Jane 16 Jahre alt war, war sie zu einer Schönheit herangewachsen. Das eigens zu ihren Ehren geschriebene Lied Bonnie Jennie of Monreith, the Flower of Galloway berichtet noch heute von ihrer Schönheit. Es war zu dieser Zeit, als sie sich in einen jungen Offizier aus der Familie Fraser, verliebte. Der junge Offizier verließ jedoch schon bald mit seinem Regiment Schottland, wohl in Richtung Amerika. Nicht lange nach dessen Abreise wurde Jane informiert, dass der junge Fraser gestorben sei.

## Heirat mit dem Duke of Gordon

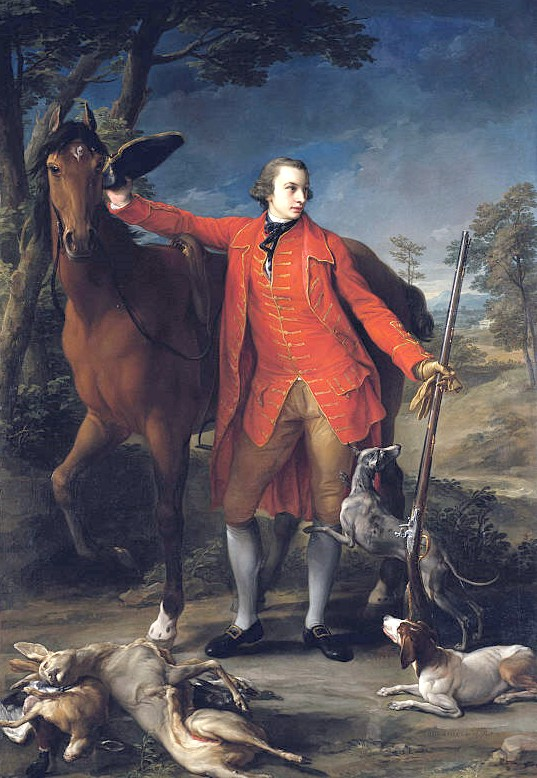
Der Ehemann von Jane, Alexander Gordon, der 4. Duke of Gordon. Porträtiert von Pompeo Batoni (1764).

Am 23. Oktober 1767 heiratete Jane den 24 Jahre alten Alexander Gordon, 4. Duke of Gordon. Der junge Duke galt damals als eine der besten Partien in Großbritannien. Er hatte bereits mit neun Jahren den Titel sowie ein beachtliches Vermögen geerbt.
Es war auf ihrer Hochzeitsreise, als Jane von ihrer Jugendliebe, dem jungen Offizier Fraser, einen Brief erhielt wo dieser sie bat, ihn zu heiraten. Der junge Fraser war also keineswegs tot, wie man Jane berichtet hatte. Jane brach zusammen, hielt jedoch ihre Ehe mit dem Duke of Gordon aufrecht. Jane und der Offizier Fraser blieben in Kontakt.

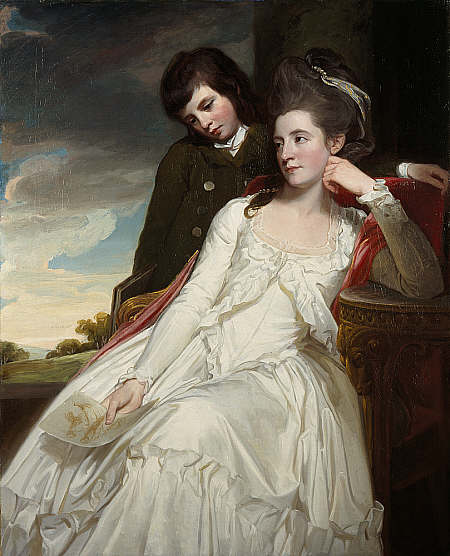
Jane, Duchess of Gordon, mit ihrem Sohn George, Marquess of Huntly, dem späteren 5. Duke of Gordon. Die Spuren des Unfalls in Edinburgh an der rechten Hand werden durch das Dokument verborgen. Porträtiert von George Romney (1778).

Während der nächsten 20 Jahre lebten der Duke und die Duchess of Gordon in Gordon Castle, welches der Herzog 1769 durch den aus Edinburgh stammenden Architekten John Baxter zu einem der größten Schlösser Schottlands ausbauen ließ. Nach dem Umbau wies die Hauptfassade des Schlosses eine Länge von über 170 Meter auf. Jahre später wurden die meisten Vergrößerungen jedoch wieder rückgängig gemacht. Jane organisierte Bälle und lud zu großen Abendgesellschaften. Sie machte Gordon Castle zu einem weitherum bekannten Treffpunkt der Gesellschaft. Jane interessierte sich jedoch auch für die Landwirtschaft und ließ eine Vielzahl von Bäumen auf den Ländereien ihres Ehemannes pflanzen.
Das Ehepaar hatte sieben Kinder, zwei Söhne und fünf Töchter. Der Erstgeborene, George, der Marquess of Huntly, der spätere 5. Duke of Gordon (* 2. Februar 1770 in Edinburgh; † 28. Mai 1836 in London) wurde 1770 geboren. Etwa zur selben Zeit gebar eine Frau namens Jane Christie dem Duke einen weiteren illegitimen Sohn, der ebenfalls George hieß. Jane sprach dann jeweils zur Unterscheidung der beiden Jungen von „My George and the Duke’s George“.

## Gönnerin von Robert Burns
Um 1780 begann Jane ihre gesellschaftlichen Aktivitäten nach Edinburgh zu verlegen. Schnell wurde sie zur gefeierten Gastgeberin. In Fragen des guten Geschmacks war ihr Urteil tonangebend. Horace Walpole nannte sie einst „The Empress of Fashion“. Der Zutritt zu ihrem Literarischen Salon war begehrt. Sie unterstützte und förderte junge Künstler und Talente. Es war denn auch in ihrem Salon in Edinburgh, wo der junge Robert Burns erstmals seine Gedichte der Gesellschaft von Edinburgh vortrug. Jane wurde zu einer der wichtigsten Gönnerinnen von Robert Burns.

## Umzug nach London

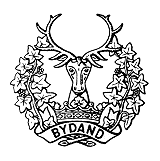
Das Abzeichen für das Barett der Gordon Highlanders.

Der Duke und die Duchess of Gordon zogen 1787 nach London. Zuerst mieten sie ein Haus in der Downing Street von Lord Sheffield. Danach zogen sie um in ein Haus des Marquess of Buckingham in der Pall Mall und anschließend in ein Haus am St. James’s Square. Auch in London wurde Jane schon bald mit ihrer lebensfrohen Art zu einer der bekanntesten und einflussreichsten Gastgeberinnen. Sie zählte sowohl König Georg III. zu ihren Freunden und regelmäßigen Gästen, als auch Premierminister William Pitt, dessen Tory-Partei sie unterstützte. Damit stand sie in direkter Konkurrenz zu ihrer damaligen größten Rivalin um die Gunst der besseren Gesellschaft in London, Georgiana Cavendish, Duchess of Devonshire. Wie Jane, so galt auch die Duchess of Devonshire als einflussreiche Dame der Gesellschaft und Stilikone. Im Gegensatz zu Jane, unterstützte die Duchess of Devonshire jedoch die Whig-Partei.

### Gründung der Gordon Highlanders: Die Wette mit dem Prince Regent

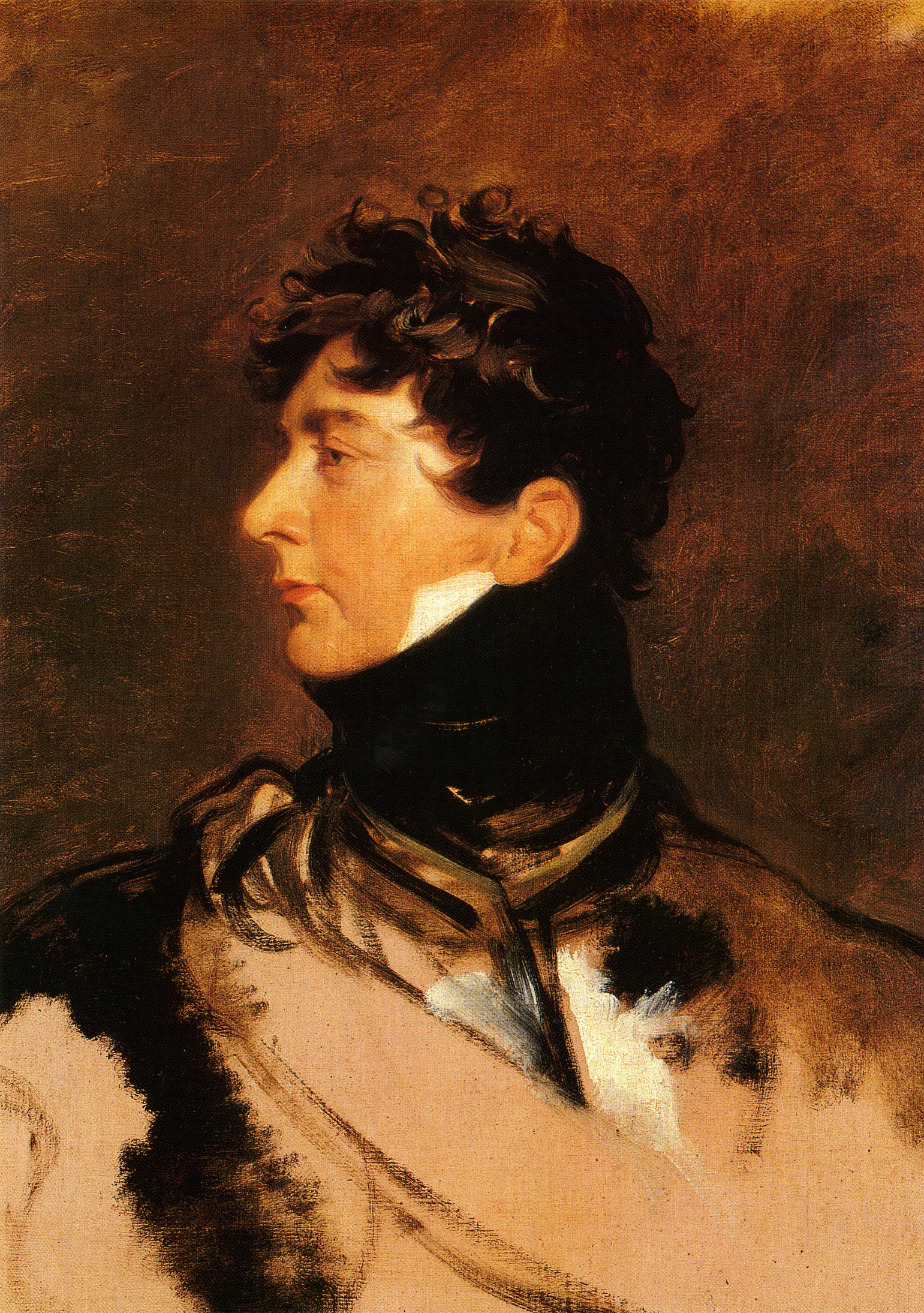
Janes Wettpartner, der Prince Regent, der spätere König Georg IV. Porträtiert von Sir Thomas Lawrence (um 1814).

Die Revolutionsregierung von Frankreich erklärte 1793 Großbritannien den Krieg. Die britische Armee verfügte zu dieser Zeit jedoch nicht mehr über genug Rekruten, sodass die britische Regierung Janes Ehemann, den 4. Duke of Gordon, beauftragte, ein neues Regiment aufzustellen. Der Militärdienst war zu dieser Zeit bei den wehrfähigen jungen Männern nicht sehr beliebt. Entsprechend hatte die britische Regierung Mühe, Soldaten zu rekrutieren. Dies veranlasste Jane zu einer Wette mit dem Prince Regent, dem späteren König Georg IV. Sie wettete mit ihm, dass sie mehr Rekruten anwerben könne als er bzw. die britische Regierung. Obwohl Jane damals schon 45 Jahre alt war, war sie immer noch äußerst attraktiv. Um ihre Wette zu gewinnen, bediente sich Jane einer ungewöhnlichen Rekrutierungstechnik: In eine Uniform und einen schwarzen Hut mit Federn (highland bonnet) gekleidet, besuchte sie Festveranstaltungen im schottischen Hochland (country fairs), wo sie Tanzveranstaltungen organisierte (reels). Jeder, der tanzte, trat automatisch der Armee bei und erhielt den sogenannten „King’s shilling“, eine Münze, den damals üblichen Rekrutierungslohn, von der Duchess of Gordon höchstpersönlich, den diese zwischen ihren Lippen einklemmte und jedem Rekruten mit einem Kuss übergab. Auf diese Weise rekrutierte Jane 940 Soldaten und legte damit den Grundstein für die Gründung der Gordon Highlanders, welche am 24. Juni 1794 erstmals an einer Parade in Aberdeen in Erscheinung traten. Die Soldaten stammten denn auch mehrheitlich aus dem Gebiet der umfangreichen Ländereien des Dukes of Gordon, wie Badenoch, Lochaber und Strathspey sowie aus dem Landkreis von Aberdeen, Banff und Elgin. Das Kommando über das neue Infanterieregiment lag bei Janes Sohn, Lieutenant-Colonel George Gordon, Marquess of Huntly, dem späteren 5. Duke of Gordon. Das Regiment bestand bis 1994 in der britischen Armee.

## Kinrara House
Mit zunehmendem Alter wurde Jane depressiv. 1799 erkrankte sie ernsthaft. Dies hatte auch mit ihrer familiären Situation zu tun. Ihr ältester Sohn George zog in den Krieg was Jane veranlasste in einem Brief an einen Freund zu schreiben: „Oh where and oh where has my highland laddie gone?“ Ihr zweiter Sohn Alexander (* 1785; † 8. Januar 1808) starb bereits mit 23 Jahren unverheiratet. Kam dazu, dass nun ihr Ehemann seine Mätresse Jane Christie einlud in Gordon Castle zu wohnen. Für seine Gattin baute der Duke unweit des Weilers Alvie in der Nähe des Flusses Spey ein Haus, genannt Kinrara. Jane lebte dort für weitere sechs Jahre, wo sie weiterhin zu Abendgesellschaften einlud. Das Haus besteht noch heute.

## Drei Dukes und ein Marquess: Die Verheiratung der Töchter

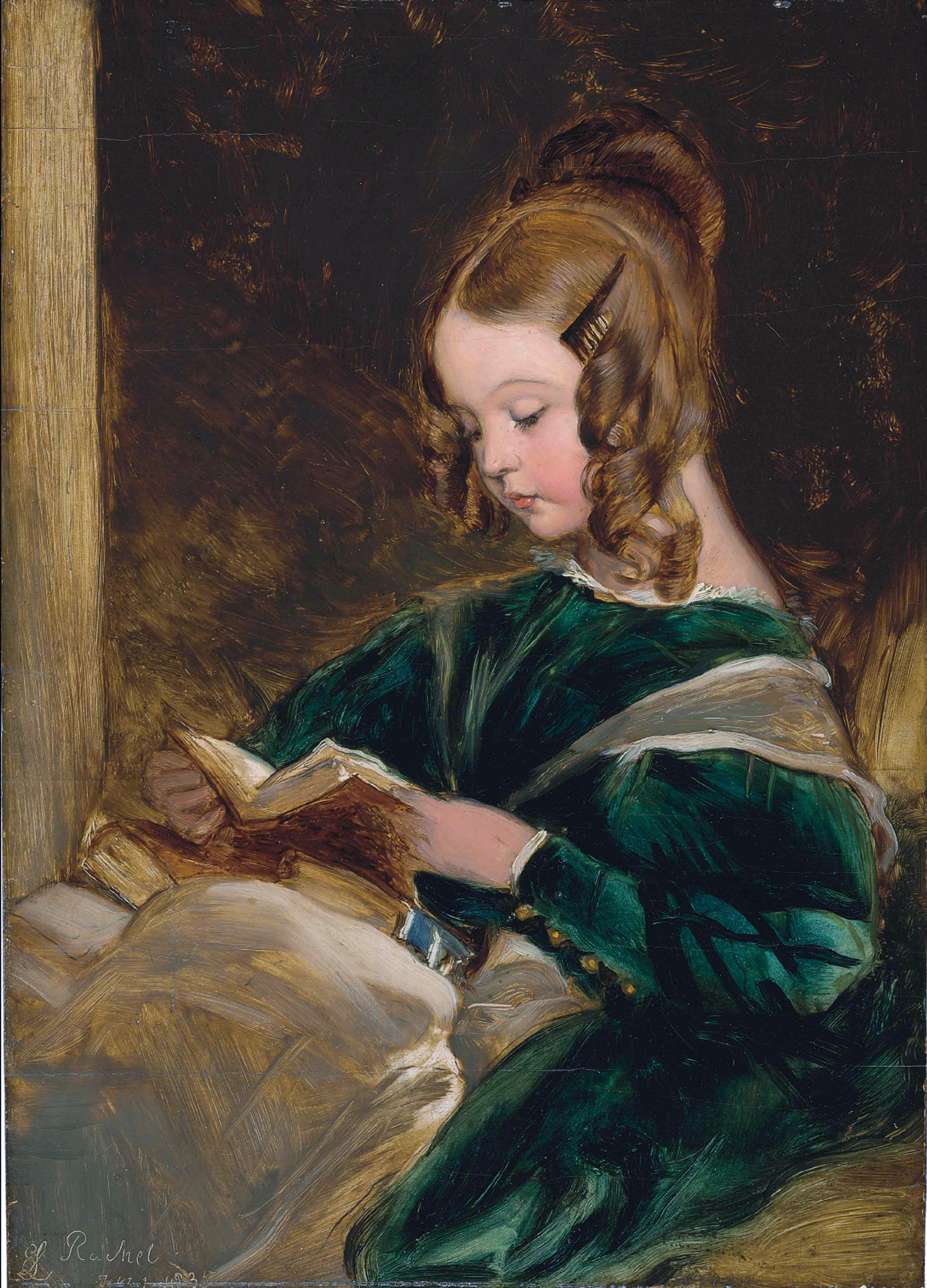
Lady Rachel Evelyn Russell (1826–1898), eine Enkelin von Jane, porträtiert von Sir Edwin Landseer (1835). Gerüchten zufolge soll sie die gemeinsame Tochter von Georgiana Russell, der Duchess of Bedford, geb. Maxwell, und ihrem Geliebten, dem Maler Sir Edwin Landseer, gewesen sein.

Jane war bestrebt, ihre fünf Töchter bestmöglich zu verheiraten. 1802 reiste sie mit ihrer jüngsten Tochter Georgiana (* 18. Juli 1781 in Gordon Castle; † 24. Februar 1853 in Nizza) nach Paris, wollte sie diese doch mit dem Sohn der Kaiserin Joséphine verheiraten. Doch daraus wurde nichts. Später kamen Gerüchte auf, dass Georgiana eng mit Francis Russell, 5. Duke of Bedford, befreundet sei und diesen wohl heiraten werde. Doch auch daraus wurde nichts, starb doch der Duke noch im selben Jahr. Daraufhin arrangierte Jane ein Treffen mit dem jüngeren Bruder des verstorbenen Dukes, John Russell, 6. Duke of Bedford, der den Titel sowie das Vermögen seines verstorbenen Bruders geerbt hatte. Dieser hatte bereits drei Söhne und war seit dem Tod seiner ersten Gattin 1801 Witwer. Alles verlief nach Plan und Georgiana heiratete 1803 den 6. Duke of Bedford. Als Duchess of Bedford trat Georgiana in die Fußstapfen ihrer Mutter. Sie wurde eine gefeierte Gastgeberin, wozu ihr das Schloss ihres Ehemannes, Woburn Abbey, den idealen Rahmen lieferte. Der Duchess of Bedford wurde eine jahrelange Affäre mit dem Maler Sir Edwin Landseer nachgesagt. Gerüchten zufolge soll Edwin Landseer der Vater der jüngsten Tochter von Georgiana, Lady Rachel Evelyn Russell (1826–1898), gewesen sein.
Ihre älteste Tochter Charlotte (* 20. September 1768 in Gordon Castle; † 5. Mai 1842 in London) wollte Jane zuerst mit dem Premierminister William Pitt verheiraten. Doch Janes Plan ging nicht auf, da Pitts Freund, Lord Dundas, Interesse für Charlotte zeigte. Schlussendlich heiratete Charlotte jedoch weder Pitt noch Dundas. Charlotte heiratete am 9. September 1789 Colonel Charles Lennox, den späteren 4. Duke of Richmond.
Durch ihren Bruder war Jane mit General Lord Cornwallis befreundet. Janes Bruder hatte mit General Cornwallis in Indien und in Amerika gekämpft. So galt Jane General Cornwallis ältester Sohn, Charles Cornwallis, Viscount Brome, den späteren 2. Marquess Cornwallis, als respektabler Kandidat für ihre Tochter Louisa (* 27. Dezember 1776 in Gordon Castle; † 5. Dezember 1850 in Parc Crescent, Middlesex), ihre vierte Tochter. General Cornwallis war zuerst gegen die Verbindung, da er gehört hatte, dass in der Gordon-Familie der Wahnsinn verbreitet sei. Erst als ihm Jane schwor, dass in Louisa kein einziger Tropfen Blut der Familie Gordon fließe, willigte Cornwallis in die Hochzeit ein. Wer tatsächlich Louisas leiblicher Vater war, wurde nie aufgedeckt. Gerüchte besagten jedoch, dass es die Jugendliebe von Jane war, der Offizier Fraser, der mittlerweile zum Captain befördert worden war.
Susan (* 2. Februar 1774 in Gordon Castle; † 26. August 1828 in Bedfont Lodge), Janes dritte Tochter, heiratete am 7. Oktober 1793 William Montagu,  5. Duke of Manchester, und ihre zweite Tochter Madeleine (*  1772 in Gordon Castle; † 31. Mai 1874), heiratete Sir Robert Sinclair, 7. Baronet. In zweiter Ehe heiratete Madeleine am 25. November 1805 Charles Fysche Palmer in Kimbolton Castle.

## Das Ende der Ehe
Die Ehe des Dukes und der Duchess of Gordon stand von Beginn weg unter einem ungünstigen Stern. Jane erfuhr während der Hochzeitsreise, dass ihre Jugendliebe, der Offizier Fraser, entgegen den ihr zugetragenen Berichten, nicht tot war. Gleichzeitig mit der Geburt ihres ersten Sohnes und Erbes George gebar die Mätresse des Dukes ebenfalls einen Sohn mit demselben Namen. Später gebar Jane ihres Zeichens eine illegitime Tochter, Louisa. Während die Mätresse des Dukes offiziell in Gordon Castle wohnte, scheint sich Jane mit ihrem Liebhaber außerhalb getroffen zu haben.
Obwohl die Ehe des Dukes und der Duchess of Gordon nie geschieden wurde, war sie 1805 praktisch vorbei. Die Eheleute einigten sich auf ein finanzielles Arrangement. Jane erhielt von ihrem Ehemann ein Haus und eine großzügige finanzielle Abfindung sowie jährliche finanzielle Zahlungen. Der Duke stand zu den finanziellen Vereinbarungen, konnte diese jedoch aufgrund seiner zunehmenden finanziellen Schwierigkeiten nie vollumfänglich erfüllen.

## Im Gedenken an die Duchess of Gordon
In ihren letzten Lebensjahren wurde Jane zunehmend exzentrischer. Sie lebte praktisch nur noch in Hotels und verbiss sich zusehends in Streitigkeiten mit dem Duke, wo es meist um Geld ging. Jane starb am 14. April 1812 in London im Beisein ihrer Töchter sowie ihres überlebenden Sohnes George im Pulteney’s Hotel in Piccadilly. Janes Leichnam wurde zurück nach Schottland gebracht, wo sie bei der alten keltischen Kapelle St Eatan’s Chapel südlich von Aviemore an den Ufern des Flusses Spey bei Kinrara beigesetzt wurde. Gemäß ihrem Wunsch, errichtete ihr dort der Duke of Gordon ein steinernes Monument, wo die Vermählungen ihrer Kinder sowie die Namen ihrer Enkelkinder aufgeführt sind. Das Monument besteht noch heute.
Im Juli 1820 heiratete ihr Witwer in zweiter Ehe seine Mätresse Jane Christie, welche so zur nächsten Duchess of Gordon wurde. Sie starb 1824. Der Duke überlebte beide seiner Ehefrauen. Er starb am 17. Juni 1827.

### In Wort und Bild verewigt

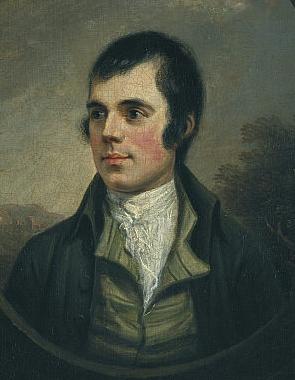
Robert Burns, porträtiert (Detail) von Alexander Nasmyth (1787). Robert Burns hatte Jane viel zu verdanken. Er dankte es ihr mit einem Gedicht.

Jane wurde von einigen der besten britischen Porträtmaler gemalt. Darunter George Romney, Sir Joshua Reynolds, Sir Henry Raeburn und dem damals vor allem für seine Pastellmalerei bekannten Daniel Gardner.
Robert Burns verewigte seine Gönnerin in folgendem Gedicht:
She kiltit up her kirtle weel

To show her bonie cutes sae sma’,

And walloped about the reel,

The lightest louper o’ them a’!

While some, like slav’ring, doited stots

Stoit’ring out thro’ the midden dub,

Fankit their heels amang their coats

And gart the floor their backsides rub;

Gordon, the great, the gay, the gallant,

Skip’t like a maukin owre a dyke:

Deil tak me, since I was a callant,

Gif e-er my een beheld the like!